# Clarissa Baker
Clarissa Baker est une gardienne internationale des États-Unis de rink hockey. 

## Palmarès
En 2016, elle participe au championnat du monde.

## Référence
1. ↑  (es) PLANTEL PARA IQUIQUE 2016